# Nicky Epstein
Nicky Epstein, pseudoniem van Nicoletta Quinones (West Virginia, 5 mei 1952) is een ontwerper en auteur uit New York. Naast het ontwerpen van breipatronen schreef ze mee dan twintig boeken over breien. Ze staat bekend om haar creatieve combinaties van breisteken, en om de kleurrijke patronen in haar truien, zoals met applicaties van afzonderlijk gebreide motieven. In 2005 ontving ze een prestigieuze prijs van de National NeedleArts Association. In 2006 was haar werk te zien in een retrospectieve modeshow in het Museum of Arts and Design in New York. Sinds 2005 schrijft Epstein een column in Vogue Knitting onder het pseudoniem "Nicky Epstein".

## Jeugd
Nicoletta Quinones werd geboren in een Italiaans / Spaans gezin en groeide op in een mijnstadje in West Virginia. Haar Italiaanse grootmoeder leerde haar breien. Nicoletta breide haar eerste trui in de zevende klas met begeleiding van haar onderwijzeres huishoudkunde. Epsteins beheersing van breitechnieken begon echter toen ze veertien was, met lessen van een plaatselijke Spaanse vrouw.
In 1970 schreef Epstein zich in aan het Columbus College of Art and Design om modeontwerp te studeren, maar stapte over op detailhandel en beeldende kunst. Ze bleef op de universiteit breien en verdiende geld voor lesgeld door olieverfschilderijen te verkopen. IN 1974 studeerde ze af in 'Fashion Design' en 'Advertising & Graphic Design..
In 1979 was ze artdirector bij een ontwerpbureau toen ze de eerste prijs won in een McCall-tijdschrifttrui-wedstrijd voor haar ontwerp "Eenhoorn in de tuin". Sinds het begin van de jaren tachtig publiceerde Epstein breiontwerpen, soms meer dan vijftig per jaar. Ze gaf daarna lezingen en lessen vanuit haar woonplaats New York'.

## Publicaties
Sinds 1999 heeft ze een reeks technische boeken gepubliceerd over breien, met de nadruk op appliqué ornamenten en randen van gebreide kledingstukken. Later ging ze andere gebieden van breien verkennen, zoals vilten. Epstein is ook auteur van populaire boeken over het maken van gebreide of gehaakte kleding voor Barbiepoppen, evenals diverse projecten voor thuis, zoals Afghaanse dekens en kerstsokken.